# Robots (2005)
Robots ist ein Computeranimationsfilm aus dem Jahr 2005. Bei dem von Blue Sky Studios produzierten Film führten Chris Wedge und Carlos Saldanha Regie.

## Handlung
Das Roboter-Paar Herb und Lydia Copperbottom aus Rivet Town bekommt einen Sohn: Rodney Copperbottom. Wie bei Robotern üblich, wird der Nachwuchs in Form eines Bausatzes geliefert und dann von den Eltern individuell zusammengesetzt. Nach der erfolgreichen „Geburt“ von Rodney wächst er zu einem jungen Roboter heran. Das Großwerden geschieht bei Robotern durch den Austausch von Einzelteilen, da die Familie aber nicht viel Geld hat, bekommt Rodney statt neuer Bauteile die bereits getragenen Teile von der Verwandtschaft.
Rodney beschäftigt sich mit dem Tüfteln an Erfindungen. So erfindet er Wonderbot, einen Roboter der seinem Vater, der als Geschirrspüler im Restaurant von Mr. Gunk tätig ist, bei der Arbeit helfen soll. Rodneys großes Vorbild ist Bigweld, ein großer Erfinder und Gründer der Firma Bigweld Industries. Im Fernsehen stellt sich dieser in der Bigweld-Show als Chef der Firma dar, wie er Roboter aus dem ganzen Land einlädt, um sich deren Erfindungen persönlich anzusehen. Rodney beschließt, zum Firmensitz nach Robot City zu fahren, um sein Idol persönlich kennenzulernen und ihm seine Erfindung Wonderbot vorzustellen.
Leider entwickelt es sich dort nicht so, wie sich Rodney das vorgestellt hat. Er muss feststellen, dass Bigweld verschwunden ist. An seiner Stelle leitet nun Ratchet dessen Firma. Der ändert das Firmenmotto und stellt ab sofort keinerlei Ersatzteile mehr für die Roboter her, stattdessen nur noch teure Upgrades, um mehr Geld verdienen zu können. Restliche Ersatzteile und nicht mehr funktionierende Roboter werden in der ganzen Stadt von Kehrfahrzeugen eingesammelt und zur Roboterpresse gebracht und eingeschmolzen. Die Altmetallverwertung wird von Ratchets Mutter Madame Gasket geleitet.
Rodney stellt weitere Nachforschungen an, wobei er auf viele skurrile Figuren stößt und Freundschaften schließt. So trifft der bei seiner Suche nach Bigweld auf Roboter, die ihm hilfreich zur Seite stehen. Allen voran der rote Fender, welcher ständig irgendwelche seiner Teile verliert, dessen Schwester Piper, den großen Lug, der leicht pessimistische Crank und Diesel, welcher seit einem Unfall kein Sprachmodul mehr hat und somit stumm ist.
Es stellt sich heraus, dass der idealistische Bigweld im eigenen Unternehmen nichts mehr zu sagen hat und vom geldgierigen Ratchet abgelöst worden ist. Angetrieben durch seine Mutter Madame Gasket will dieser seinen finsteren Plan durchsetzen und alle „minderwertigen“ Roboter zu Altmetall verarbeiten. Einzig Ratchets Assistentin Cappy sympathisiert mit Rodney und unterstützt ihn bei seinem Plan, aus Robot City wieder eine lebenswerte Stadt für alle Roboter zu machen. Als Ratchet herausfindet, dass Rodney den armen Robotern hilft, indem er sie repariert, schickt er ihm und seinen Freunden seine Sicherheitsroboter auf den Hals. Cappy gelingt es durch eine List, Rodney vor deren Fängen zu retten.
Cappy bringt Rodney zum Haus von Bigweld. Nach einem zunächst enttäuschend verlaufenen Versuch, Bigweld für den Kampf gegen Ratchet zu gewinnen, hat es sich dieser später doch anders überlegt und steht Rodney, aus Dankbarkeit für dessen Vertrauen in ihn, tatkräftig zur Seite. In der entscheidenden Schlacht gegen die Roboter-Bösewichte kommen den Freunden viele von Rodney reparierte Altmodelle aus der Stadt zu Hilfe. Ratchet kann besiegt werden und Madame Gasket fliegt in den Schmelzofen. Bigweld kommt zusammen mit Rodney in dessen Heimatstadt Rivet Town, um Rodneys Vater die dringend benötigten Ersatzteile mitzubringen und den sichtlich stolzen Eltern mitzuteilen, Rodney sei von nun an seine rechte Hand und sein zukünftiger Nachfolger der Firmenleitung.

## Musikalische Anspielungen
- Am Bahnhof von Robot City ist der Blechmann (Tin Man) aus Der Zauberer von Oz zu sehen, der zum Ende des Films nochmal auftaucht und davon spricht, dass er doch ein Herz hat. In einer späteren Szene am Bahnhof ist kurz im Hintergrund eine Roboterversion der Figur Sid aus dem Film Ice Age zu sehen. Ice Age wurde vom selben Studio produziert, Regie führten ebenfalls Chris Wedge und Carlos Saldanha.
- Während des Bigweld-Balls fragt Fender Rodney nach einem Signalruf, wobei er unter anderem den aus der Werbung bekannten Ruf „Ri-co-la“ des gleichnamigen Herstellers von Kräuterbonbons Ricola vorschlägt.
- Nach dem Bigweld-Ball tanzt Fender wie im Musical Singin’ in the Rain nach dem gleichnamigen Titellied und singt dabei „Singing in the Oil“ (in der deutschen Version: „Ich sing im Öl mein Lied“).
- In einer Szene wird …Baby One More Time von Britney Spears angespielt, wobei die Roboter auch kurz eine Choreografie aus dem Musikvideo nachtanzen.
- Zahlreiche Stimmen bekannter Personen haben im Film Gastauftritte. Im englischen Originalton sind zu hören: Paula Abdul, Randy Jackson und Ryan Seacrest als Uhren, Terry Bradshaw (Spitzname „Mr. Steel Arm“) als Roboter mit kaputtem Arm, James Earl Jones aus dem Sprachmodul in der Eisenwarenhandlung (als die Originalstimme von Darth Vader), Jay Leno als Hydrant, Al Roker als Briefkasten, Brian McFadden als Abfalleimer, Jim Carrey als Präsentator der Bigweld-Show und Will Ferrell als Vater von Ratchet.
- Zum Ende des Films erhält der Roboter Diesel von Bigweld ein neues Sprachmodul und singt daraufhin mit der Stimme von James Brown dessen Titel Get Up Offa That Thing.

## Produktion und Veröffentlichung
Für die Filmmusik wurden auch Musiker der Blue Man Group für Percussion-Effekte engagiert, die dafür bekannt sind, aus Objekten wie Industrierohren, Schläuchen und ähnlichen Gegenständen Musikinstrumente für ihre Darbietungen zu bauen. Sarah Connor steuerte den Titel „From Zero to Hero“ bei, dieser ist jedoch nur in der deutschen Filmfassung im Abspann zu hören und nicht in der englischen Originalversion. Im Film wird auch der Titel „Underground“ von Tom Waits (aus dem Album Swordfishtrombones) gespielt, der nicht auf dem offiziellen Film-Soundtrack veröffentlicht wurde.
Die Produktionskosten wurden auf rund 75 Millionen US-Dollar geschätzt. Der Film spielte in den Kinos weltweit rund 260 Millionen US-Dollar ein, davon rund 128 Millionen US-Dollar in den USA und 10,7 Millionen US-Dollar in Deutschland.
Kinostart in den USA war am 11. März 2005, in Deutschland am 17. März 2005.

## Kritiken
- Auf Rotten Tomatoes waren von 183 gezählten Kritiken 117 positiv. Der Film wurde in der Gesamtwertung mit 6,6 bewertet. Der zusammengefasste Konsens lautete: „Robots erfreut auf visueller Ebene, aber die Geschichte gibt einem das Gefühl, als würde sie vom Fließband kommen.“ („Robots delights on a visual level, but the story feels like it came off an assembly line.“)[4]

- Das Fazit der Cinema-Redaktion lautet: „Ebenso rasantes wie kunterbuntes Kinovergnügen, vollgestopft mit Fantasie und Humor“.[5]

## Auszeichnungen
- John Powell gewann für die Filmmusik einen ASCAP-Award 2006.
- Der Film wurde in zwei Kategorien für einen Annie Award 2006 nominiert. Sowohl für Best Character Design, als auch Best Production Design in einem animierten Spielfilm.
- Für die Figur des Fender wurde der Film von der Visual Effects Society für einen VES Award 2006 nominiert.
- Der Film wurde von der Online Film Critics Society für einen OFCS Award 2006 in der Kategorie Bester animierter Spielfilm nominiert.